# Jerónimo Martel y Losilla
Jerónimo Martel y Losilla (Zaragoza, c. 1553- Zaragoza, c. 1641) fue un historiador español y cronista mayor de Aragón.

## Biografía
De familia acaudalada, Martel era mercader y ganadero, pero pronto trató de entrar a trabajar como funcionario, aunque fracasó en sus intentos como jurado del Ayuntamiento o diputado, inquisidor y judicante en la Diputación del Reino. Finalmente, antes de 1579, consiguió convertirse en lugarteniente, procurador general y consejero en la Casa de Ganaderos de Zaragoza. En 1572 se casó con Elena de Huete y se conocen por lo menos dos hijos, Hipólito Casiano y Luis.
En 1597, tras la muerte de Micer Juan Costa, los diputados del Reino lo eligieron cronista mayor del Reino, cargo que ocupó hasta 1608, cuando se trasladó a Medinaceli como contador mayor del duque. Es posible que la renuncia al cargo estuvieses provocada por las tensiones entre Martel y los diputados debidas a los escritos del cronista. Los diputados llegaron a repudiar los escritos y a acusarlo de libelo. A finales del siglo XVI se formó un comité que consideró su obra como «inadecuada desde el punto de vista metodológico e injuriosa desde el político», por lo que una parte de su obra fue destruida. Entre los participantes del comité se encontraban Juan de Escala, Lupercio Leonardo de Argensola y Bartolomé Llorente, los tres sucesores de Martel en el puesto de cronista mayor. Como respuesta, a Martel no le quedó más que «las verdades ofenden».

## Obra

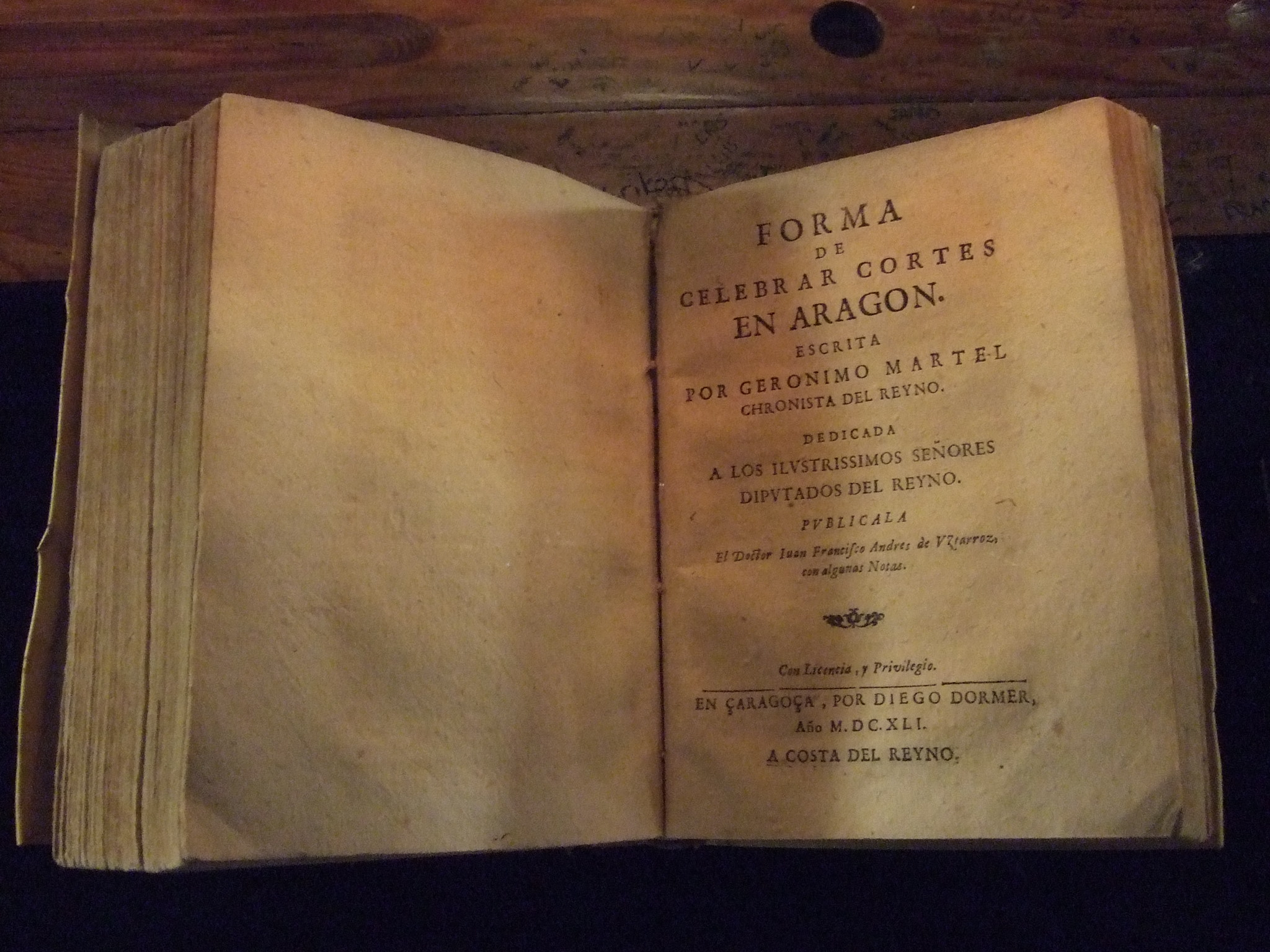
Forma de celebrar cortes en Aragón
escrita por Geronimo Martel chronista del Reyno [...]
publicala [...] Juan Francisco Andrés de Uztarroz con algunas notas.

La importancia de Martel reside sobre todo en su Ceremonial de los asientos, que permite entrever los usos y costumbres de las Cortes de Aragón a finales del siglo XVI.
- Prefacio, en Ordenaciones de la Casa y Cofradía de la Ciudad de Zaragoza, instituida debajo la invocación de los gloriosos apóstoles San Simón y Judas, fundada en la Iglesia Parroquial de Señor San Andrés de la misma ciudad, Zaragoza, Lorenzo Robles, 1595
- Relación De las fiestas que Zaragoza hizo celebrando la canonización de San Jacinto, Zaragoza, Lorenzo de Robles, 1595
- Cronología universal que dedicó a los Diputados del Reino de Aragón, Zaragoza, 1602
- Forma y modo de proceder en las causas que se llevan ante el Justicia de Ganaderos de la Ciudad de Zaragoza, s. l., 1602 (inédito)
- Ceremonial de los asientos de los consistorios de los diputados, inquisidores, contadores y uidicantes del Reyno de Aragón y del lugar que an de tener los offiçiales reales, dignidades, iuzes y señores de titulo quando van a ellos,[3] 1603
- Formas de celebrar cortes en Aragón, Zaragoza, ed. Diego Dormer,[3][4] 1641